# Kirkjufell
Kirkjufell (dansk: Kirkebjerget) er et 463 m højt bjerg på den nordlige kyst af Islands Snæfellsnes halvø, nær byen Grundarfjörður. Det kaldes også Sukkertoppen.
Kirkjufell dannede kulisse i Game of Thrones sæson 6 og 7, som "Arrowhead mountain".

## Reference
1. ↑  "Arkiveret kopi". Arkiveret fra originalen 21. oktober 2014. Hentet 26. oktober 2017.
2. ↑  Mt. Kirkjufell & Kirkjufellsfoss in Grundarfjörður - the most photographed Mountain in Snæfellsnes. guidetoiceland.is. Hentet 8/7-2019
3. ↑  Der Berg Kirkjufell. adventures.is. Hentet 8/7-2019